# Glücksspielkollegium
Das Glücksspielkollegium ist ein Koordinierungsgremium der Bundesländer in der Glücksspielregulierung. Es unterstützt die Länder bei der Erfüllung ihrer Aufgaben im ländereinheitlichen Verfahren nach § 9a Abs. 5 Glücksspieländerungsstaatsvertrag (GlüStV) und führt seine Geschäfte nach Maßgabe der Vorschriften des Glücksspielstaatsvertrages sowie der Verwaltungsvereinbarung über die Zusammenarbeit der Länder bei der Glücksspielaufsicht und gibt sich eine Geschäftsordnung.

## Zusammensetzung
Das Glücksspielkollegium besteht nach § 9a Abs. 6 GlüStV aus 16 Mitgliedern (ein Vertreter pro Bundesland), die durch die oberste Glücksspielaufsichtsbehörde jedes Landes benannt werden. Aus ihrer Mitte werden für jeweils zwei Jahre der Vorsitzende und sein Stellvertreter gewählt. In der Sitzung des Glücksspielkollegiums vom 12. September 2018 wurden Barbara Cremer (Innenministerium Baden-Württemberg) zur Vorsitzenden und Sebastian Buchholz (Innenministerium Sachsen-Anhalt) als Stellvertreter gewählt.
Am 12. März 2020 verständigten sich die Bundesländer auf den neuen Staatsvertrag zur Neuregulierung des Glücksspielwesens in Deutschland (Glücksspielstaatsvertrag 2021 – GlüStV 2021), der am 1. Juli 2021 in Kraft treten soll. Gemäß dem neuen Glücksspielstaatsvertrag soll das Glücksspielkollegium nur noch bis zum 31. Dezember 2022 bestehen.

## Aufgaben
Das Glücksspielkollegium beurteilt Anträge auf Veranstalten einer Lotterie (§ 9a Abs. 1 GlüStV) und auf Erteilung einer Genehmigung für gewerbliche Spielvermittlung (§ 19 Abs. 2 GlüStV). Das Glücksspielkollegium entscheidet ebenfalls über die Anträge im laufenden Konzessionsverfahren für Sportwetten (§ 9a Abs. 2 (3) GlüStV).
Die 2012 veröffentlichte Richtlinie für erlaubte Glücksspielwerbung (Werberichtlinie) wurde vom Glücksspielkollegium erarbeitet, es entscheidet außerdem über Anträge von Glücksspielanbietern auf Erteilung einer Werbeerlaubnis für Lotterien und Sportwetten im Internet und Fernsehen (§ 9a Abs. 2 (1) GlüStV).
Die Beschlüsse im Glücksspielkollegium werden mit Zweidrittelmehrheit (11 Länderstimmen) gefasst. Sie sind nach § 9a Abs. 8 GlüStV für die im ländereinheitlichen Verfahren mit bestimmten Aufgaben betrauten Länder bindend.
Bei der Erfüllung seiner Aufgaben wird das Kollegium von der beim Hessischen Ministerium des Innern und für Sport eingerichteten Gemeinsamen Geschäftsstelle Glücksspiel unterstützt.
Gemäß Glücksspielstaatsvertrag 2021 wollen die Länder zur Wahrnehmung der Aufgaben der Glücksspielaufsicht insbesondere im Bereich des Internets zum 1. Juli 2021 eine Gemeinsame Glücksspielbehörde der Länder mit Sitz in Sachsen-Anhalt gründen.

## Kritik und Gerichtsverfahren
Auf Beschluss des Verwaltungsgerichts Wiesbaden wurde die Vergabe von Konzessionen durch das Glücksspielkollegium gestoppt. Das Gericht hatte im September 2014 in einem Eilbeschluss das Verfahren zur Vergabe von Sportwetten als intransparent und als Verletzung der EU-Dienstleistungsfreiheit bewertet. In einem Urteil vom 5. Mai 2015 bestätigte das Verwaltungsgericht den Beschluss. Das Land Hessen legte gegen den Beschluss Beschwerde beim Hessischen Verwaltungsgerichtshofs ein.

Im Oktober 2015 wies der Hessische Verwaltungsgerichtshof die Beschwerde zurück und urteilte, dass die Übertragung der verbindlichen Entscheidung über die Vergabe der Konzessionen für Sportwetten auf das Glücksspielkollegium dem Grundgesetz widerspreche:
Das hoheitliche Handeln des Glücksspielkollegiums könne weder dem Bund noch einem der Länder zugerechnet werden, sondern allenfalls der Gesamtheit der Länder oder gegebenenfalls einer Mehrheit der Länder. Dies verstoße gegen das Bundesstaatsprinzip, wonach es neben der Bundes- und der Landesebene keine dritte Ebene staatlicher Gewalt geben dürfe. Zudem verletze die Ausübung von Hoheitsgewalt durch das Glücksspielkollegium das Demokratieprinzip. Dem Glücksspielkollegium, das als Gesamtheit weder der Aufsicht des Bundes noch der eines Landes unterliege, fehle eine ausreichende demokratische Legitimation. Sein hoheitliches Handeln lasse sich weder auf das Staatsvolk der Bundesrepublik Deutschland noch auf das Staatsvolk eines der Länder zurückführen.
Der Verwaltungsgerichtshof rügte das Vergabeverfahren als intransparent.
Durch die Entscheidung des Verwaltungsgerichtshofs wurde die Vergabe der 20 Sportwettkonzessionen, die dem Glücksspielkollegium übertragen worden war, gestoppt. Sie sind bisher nicht vergeben.
Wenige Tage vor der Entscheidung des Hessischen Verwaltungsgerichtshofs erging eine Popularklageentscheidung des Bayerischen Verfassungsgerichtshofs, der die Werberichtlinie des Glücksspielkollegiums mit ähnlichen Überlegungen als unwirksam ansah.
Der hessische Innenminister Peter Beuth kritisierte 2016 in der Frankfurter Allgemeinen Zeitung, dass die Arbeit des Glücksspielkollegiums im Verborgenen stattfände und keine Protokolle veröffentlicht würden. Er vermutete, dass das Gremium aus Landesbeamten eine Marktöffnung für private Unternehmen zum Schutz der "Pfründe staatlicher Lotteriegesellschaften" verhindern wolle. Daher bezeichnete er das Glücksspielkollegium in seiner jetzigen Form als gescheitert.
Im seit 1. Januar 2020 gültigen Dritten Glücksspieländerungsstaatsvertrag (3. GlüÄndStV) ist erneut eine Vergabe von nationalen Sportwett-Konzessionen vorgesehen, diesmal aber ohne eine zahlenmäßige Begrenzung der Konzessionsnehmer. Die Bundesländer haben erneut das Land Hessen zur Durchführung des Verfahrens beauftragt. Kurz vor der Vergabe der ersten Sportwett-Konzessionen wurde das vom Regierungspräsidium Darmstadt durchgeführte Verfahren nach einer Klage des österreichischen Anbieters "Vierklee Wettbüro" durch das Verwaltungsgericht Darmstadt gestoppt. Das Gericht kritisierte dabei die mangelnde Transparenz und "dass das aktuelle Vergabeverfahren bereits bis jetzt nicht diskriminierungsfrei verlaufen sei." Explizit wird vom Verwaltungsgericht Darmstadt die frühzeitige Information der nationalen Anbieter trotz des europäischen Vergabeverfahrens kritisiert. Zudem wird vom Gericht grundsätzlich die Rolle des Glücksspielkollegiums hinterfragt,  da "die konkreten Aufgaben und Befugnisse dieses Kollegiums nicht hinreichend transparent und nachvollziehbar umschrieben [seien], obwohl das Regierungspräsidium Darmstadt als zuständige Behörde an die von dem Glücksspielkollegium gefassten Beschlüsse inhaltlich gebunden sei." Nachdem der Hessische Verwaltungsgerichtshof die Klage für wirkungslos erklärt hatte, begann das Regierungspräsidium Darmstadt im Oktober 2020 mit der Vergabe von Sportwett-Konzessionen.

### Hessische Landesregierung
Im Oktober 2015 schlug die hessische Landesregierung die Gründung einer Anstalt des öffentlichen Rechts anstelle des Glücksspielkollegiums vor. Als Begründung für den Vorschlag nannte die Regierung ein wenig effektives Verfahren im Glücksspielkollegium und den Zwang, dass "ein zentral zuständiges Bundesland wie Hessen im Sportwettkonzessionsverfahren oder bei Pferdewetten Entscheidungen des Glücksspielkollegiums umsetzen und entsprechend vor Gericht verteidigen müsste, die es selbst rechtlich für bedenklich hält." Dieser Vorschlag wurde im Rahmen der Verhandlungen für den Glücksspielstaatsvertrag 2021 angenommen. Die neue gemeinsame Glücksspielbehörde mit Sitz in Sachsen-Anhalt soll zum 1. Juli 2021 errichtet werden.